# ماريا كانليس
ماريا لويز فرانسيس كانليس (بالإنجليزية: Maria Frances Louise Kanellis)‏ ولدت في 25 فبراير 1982 هي مصارعة أمريكية محترفة سابقة في دبليو دبليو إي ومغنية حالياً، وقعت في عام 2006 ورقة الانضمام إلى اتحاد المصارعة الترفيهية العالمي(WWE) وكانت في عرض سماكداون باسم ماريا حتى اعتزلت عام 2009 وتفرغت للغناء.
ماريا كانت متسابقة في معرض جاك الحقيقة النائية في 2004. وفي نفس لاسنة أصبحت الخامسة في بحث ديفاز الراو، لكن بدأت كمذيعة مقابلات خلف الكواليس، ماريا بدأت مهنتها كمصارعة في 2005 واستمر هذا إلى 2007, بعدها حصلت على أكبر دفعة لها وهي كحبيبة لسانتينو ماريلا، وفي النتيجة حصل على وقت أكبر على الشاشة وبدأت تفوز في مباريات أكثر. وأيضاً في أبريل 2008 وقعت لمجلة البلاي بوي لتصبح فتاة غلاف للمجلة، الذي اندمج مع السينايو في عرض الراو.

## التوقبع مع البلاي بوي
لعد عودة فتاة غلاف البلاي بوي آشلي ماسارو في أوائل 2008, ماريا دخلت في محادثة خلف الكواليس مع آشلي حيث قالت آشلي لماريا انها يجب أن تكون على غلاف البلاي بوي، في رويال روبل ماريا هزمت بيث فينيكس في 18 فبراير لتكسب الحق في الظهور على غلاف البلاي بوي. بعد سانتينو موريلا على الغلاف سانتينو خير ماريا بين الغلاف أو البقاء معه كحبيبة، ماريا قالت «لا رجل ولا أحد سيعمل هذا القرار لي» وخانت حبيبها على الشاشة. ماريا مع آشلي (التي حلت مكان كيندس ميسيل) هزمتا بيث فينيكس وميلينا في مهرجان الريسيل مينيا الرابع والعشرون، في مباراة بلاي بوي بوني-مانيا لامبرجاك (Playboy Bunny Mania Lumberjack match)

## روابط خارجية
- ماريا كانليس على موقع IMDb (الإنجليزية)
- ماريا كانليس على موقع إن إن دي بي (الإنجليزية)
- ماريا كانليس على موقع ديسكوغز (الإنجليزية)
- ماريا كانليس على موقع قاعدة بيانات الفيلم (الإنجليزية)
- ماريا كانليس على موقع دبليو دبليو إي (الإنجليزية)
- ماريا كانليس على موقع WrestlingData.com (الإنجليزية)
- ماريا كانليس على موقع CageMatch worker (الإنجليزية)
- ماريا كانليس على موقع قاعدة بيانات المصارعة على الإنترنت (الإنجليزية)
- ماريا كانليس على موقع عالم المصارعة على الإنترنت (الإنجليزية)
- ماريا كانليس على موقع عالم المصارعة على الإنترنت (الإنجليزية)